# مارشوف و وپیتسه
مارشوف و وپیتسه (به چکی: Maršov u Úpice) یک منطقهٔ مسکونی در جمهوری چک است که در منطقه تروتنوف واقع شده‌است.